# روز جهانی آمار

روز جهانی آمار (انگلیسی: World Statistics Day) برای نخستین بار در ۲۰ اکتبر ۲۰۱۰ در سراسر جهان جشن گرفته شد. در این روز که توسط کمیسیون آماری سازمان ملل متحد برپا شده، اقداماتی در کشورهای مختلف برای معرفی علم آمار و اهمیت آن صورت می‌گیرد.